# 剣川路駅
座標: 北緯31度1分41秒 東経121度24分42秒 / 北緯31.02806度 東経121.41167度
剣川路駅（けんせんろえき）は中華人民共和国上海市閔行区に位置する上海地下鉄5号線の駅である。

## 駅構造
- 対面式ホーム2面2線を有する高架駅。

## 駅周辺
- 天街 Paradise Walk（ショッピングモール）

## 歴史
- 2003年11月25日 - 開業。

## 隣の駅
上海軌道交通
■5号線
北橋駅 - 剣川路駅 - 東川路駅